# Полет 633 на KLM
Полет 633 на KLM е международен пътнически полет от летище „Схипхол“, Амстердам, Нидерландия, до летище Айдълуайлд, Ню Йорк, Ню Йорк, Съединените американски щати, с междинно кацане на летище „Шанън“, Шанън, Ирландия, управляван от KLM. На 5 септември 1954 г., веднага след излитане от летище „Шанън“, самолетът „Локхийд L-1049C-55-81 Супер Констелейшън“ пада в река Шанън, преобръща се и се разделя на две части. Най-малко един от резервоарите за гориво е спукан и изпаренията довеждат до безсъзнание много пътници и екипаж, от които 28 души след това се удавят в прилива, който настъпва.
Въпреки че катастрофата става по-малко от една минута след излитането на самолета, летищните власти не знаят за бедствието, докато третият пилот Йохан Тиман не съобщава на летището за инцидента, което е два часа и половина след падането на машината. Официалното разследване заключава, че инцидентът е причинен от неочаквано повторно спускане на колесника и неправилното поведение на капитана в тази ситуация.